# Porte de Savoie

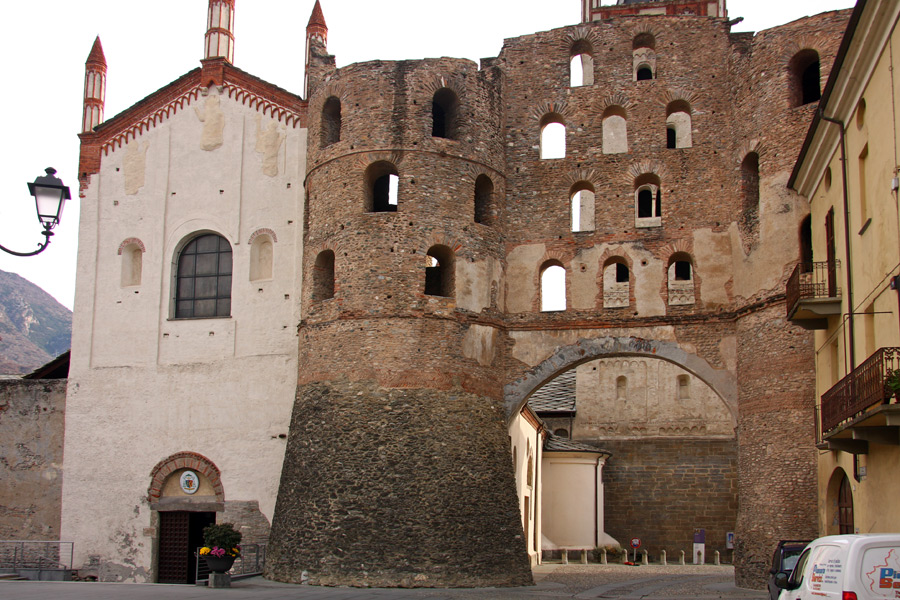
Das Savoiertor (rechts) und die Kathedrale (links) von Susa

Die Porte de Savoie (Savoiertor, auch Paradiestor genannt; italienisch Porta Savoia) ist ein spätantikes Stadttor im italienischen Susa im Piemont.

## Geschichte
Die römische Stadt Segusio erhielt im 3. Jahrhundert nach Christus eine neue Stadtbefestigung, von der heute noch umfangreiche Überreste erhalten sind. An der Straße durch das Susatal, die in antiker Zeit von Italien nach Gallien führte und Segusio durchquerte, entstanden zwei Stadttore. Das noch heute gut erhaltene Tor auf der Westseite ist seit dem Mittelalter als Porte de Savoie bekannt, während vom Turinertor auf der Ostseite heute nur noch ein in andere Bauwerke integriertes Fragment sichtbar ist.
Die Passstraße durch Susa und nach Savoyen bildete im Mittelalter eine Nebenroute der Via Francigena. Heute führt sie zum Mont Cenispass, zum Col de Clapier und zum Montgenèvre-Pass und weiter nach Frankreich.
Zur Zeit von Markgräfin Adelheid von Susa und Markgraf Oderico Manfredi wurde im 11. Jahrhundert neben dem Stadttor die mittelalterliche Kathedrale von Susa gegründet.

## Architektur
Das Stadttor besteht aus einer mittleren Mauer mit mehreren Fensteröffnungen auf vier Geschossen und zwei seitlichen Rundtürmen, die in den drei Obergeschossen ebenfalls mehrere Öffnungen aufweisen.
Das Portal wurde 1750 umgebaut, wobei das ursprüngliche Torgewände entfernt und die Durchfahrt so verbreitert wurde, dass der neue Torbogen den ganzen Zwischenraum zwischen den runden Türmen einnimmt. Der rechte Seitenturm (von der Stadtseite gesehen) wurde außerdem verstärkt: er erhielt eine konische Ummauerung.